# 多木化学
多木化学株式会社（たきかがく、英: Taki Chemical Co., Ltd.）は、兵庫県加古川市に本社を置く、肥料や化学品を製造する企業である。
肥料、水処理薬剤の大手メーカーであり、日本肥料アンモニア協会にも参加する。

## 会社概要
日本で初めて人造肥料を開発した企業。「しき島」「タキポリン」や「マグホス」といった複合肥料製品は、全国の特約販売店を中心に販売されており、その他、園芸とその分野に関連する製品を数多く生産している。肥料分野では日産化学、三菱化学（現・三菱ケミカル）と並ぶ国内大手メーカーの1社である。また、土壌改良材でも数多くの製品を持つ。
化学品分野では無機系水処理薬剤を得意とし、ポリ塩化アルミニウム（PAC）は世界トップレベルにあるともに、国内シェアは40%で最大手である。その他、加古川市別府付近に広大な土地を所有し、不動産事業も展開している。
二本の鍬の柄を重ね合わせたマーク（神代鍬）は同社の登録商標であり、農村部では昔ながらのホーロー看板が店の軒先に取り付けられているところも多い。
戦時中の1944年には、住友化学工業とともに住友精化の設立に参加した。本社工場と同住所に住友精化があり、多木化学が土地を譲渡している。その他、能登半島において、人造肥料の原料となる燐鉱の採掘を行っていた時期もあった。
同社の本社が加古川市にあり、隣の姫路市に蔵を構える壺坂酒造に、原料である山田錦を同社の肥料で育成したことなどの経緯から、同社の登録商標である二本の鍬をあしらった「神代の鍬」という大吟醸酒が発売されていたことがある。

## 沿革
- 1885年（明治18年）- 初代社長・多木粂次郎が、現在の兵庫県加古川市にて、日本最初の人造肥料として蒸製骨粉の製造を開始。以降、過リン酸石灰、その他各種肥料の製造販売を行う。
- 1918年（大正7年）12月 - 化学肥料の製造販売、一般肥料の売買を目的として法人組織に改組、株式会社多木製肥所を設立。
- 1931年（昭和6年）5月 - 兵庫県阿閇村（現・加古郡播磨町）に分工場（現在の本社工場）を建設、化学肥料の製造を開始。
- 1949年（昭和24年）5月 - 大阪証券取引所に上場。
- 1950年（昭和25年）
  - 6月 - 福岡証券取引所に上場。
  - 11月 - 化成肥料製造設備を新設、製造開始。
- 1959年（昭和34年）3月 - 微粉末ケイ酸製造設備を新設、製造開始。
- 1961年（昭和36年）7月 - しき島商事株式会社を設立（現・連結子会社）。
- 1963年（昭和38年）3月 - 高度化成肥料製造設備を新設、製造開始。
- 1964年（昭和39年）9月 - 石こうボード製造設備を新設、製造開始。
- 1969年（昭和44年）2月 - ポリ塩化アルミニウム製造設備を新設、製造開始。
- 1970年（昭和45年）12月 - 千葉県市原市に千葉工場を建設、ポリ塩化アルミニウムの製造開始。
- 1974年（昭和49年）4月 - 商号を多木化学株式会社に改称。
- 1975年（昭和50年）3月 - 多木物産株式会社を設立（現・連結子会社）。
- 1982年（昭和57年）
  - 3月 - 建材（石こうボード）部門を分離し、多木建材株式会社を設立（現・連結子会社）。
  - 5月 - 大成肥料株式会社を設立。
- 1987年（昭和62年）5月 - 東西肥料株式会社を設立。
- 1988年（昭和63年）2月 - 兵庫県加古川市にショッピングセンター用商業ビルを建設し、不動産賃貸部門を拡充。グリーンプラザべふ開業。
- 1991年（平成3年）6月 - 高純度酸化タンタル・酸化ニオブ製造設備を新設、製造開始。
- 1992年（平成4年）8月 - 研究所新館を建設。
- 1993年（平成5年）8月 - ショッピングセンター用大型立体駐車場を建設。
- 1996年（平成8年）4月 - 福岡県北九州市に九州工場を建設、ポリ塩化アルミニウムの製造開始
- 1999年（平成11年）6月 - 大阪証券取引所第1部に指定。
- 2007年（平成19年）
  - 8月 - 高塩基性塩化アルミ塩製造新工場を建設。
  - 12月 - グリーンプラザべふに大型スポーツ店・専門店館を建設。
- 2008年（平成20年）2月 - 多木商事株式会社を株式取得により子会社化。
- 2010年（平成22年）12月 - 福岡証券取引所上場廃止。
- 2011年（平成23年）
  - 7月 - 多木物流株式会社を株式取得により子会社化。
  - 9月 - 別府鉄道株式会社を株式取得により子会社化。
- 2013年（平成25年）7月 - 大阪証券取引所と東京証券取引所との現物株市場統合に伴い、東京証券取引所第1部に上場。
- 2017年（平成29年）9月 - 徐放製剤用生分解性ポリマー製造工場を建設。
- 2018年（平成30年）10月 - バカマツタケの完全人工栽培に成功したことを発表[2]。これを受けて、株価は3営業日連続でストップ高となった[3]。
- 2021年（令和3年）10月28日 - グリーンプラザべふがアリオ加古川としてリニューアルオープン。
- 2022年（令和4年）4月 - 東京証券取引所の市場区分見直しに伴い、東京証券取引所プライム市場へ移行。
- 2024年（令和6年）12月 - 洛東化成工業株式会社の株式の56.3％を取得し、子会社化を決議。同社の主要株主との間で株式譲渡契約を締結[4]。

## 創業者

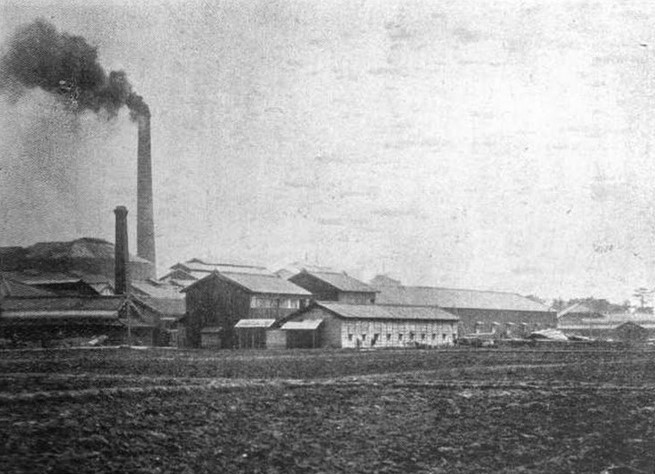
多木製肥所。20世紀初頭

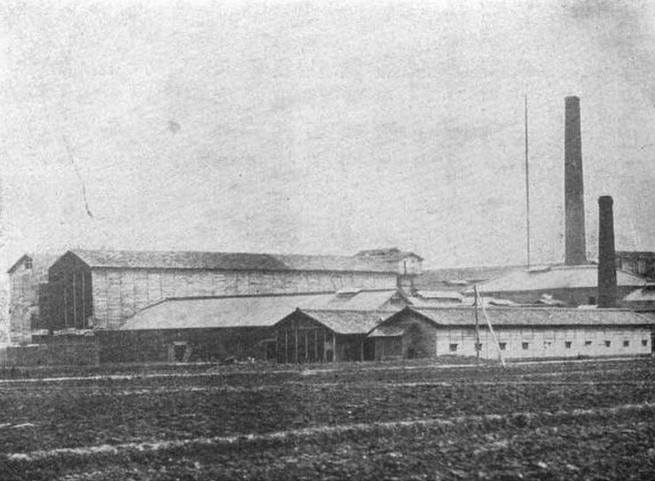
多木製肥所別景

初代社長の多木粂次郎は、加古郡別府村で代々農業、醤油醸造業、魚肥商などを家業とする地主の多木勝市郎とシカの3男として1859年（安政6年）に生まれ、20歳で家業を継いだ。当時主要肥料だった鰯粕の高騰により困窮する農家のため、1885年（明治18年）に獣骨を使った日本初の蒸製骨粉製造を始め、1890年（明治23年）から骨粉を原料とした過燐酸石灰の化学肥料製造を開始した。当初はその臭いが嫌われて就労者が集まらず、近隣からは廃業・移転を迫られるなど困難を極めたが、農業関係者に無料配布したり農業講話を行うなど農家の啓蒙活動や販路拡大に尽力する中、帝国大学農科大学より招聘されたオスカル・ケルネルがリン酸肥料の効用試験成績を発表したことにより人工肥料の需要が高まり、事業は急成長した。1888年から数年間、前田正名の委託により「播州葡萄園」の経営にも携わった。1903年（明治36年）には、妻うの子との娘ゆき子の夫に、但馬の資産家長島家の出身で帝国農科大卒の三郎（三良）を迎えて養嫡子とし、自社の副社長とした。
村議（明治22年）、県議を経て、1908年（明治41年）には衆議院議員に当選（以降当選6回、政友会）。同年欧州旅行の帰路に満州・朝鮮に立ち寄り、日韓併合以降、朝鮮で農場、鉱山、山林の経営に着手。兵庫県農会長なども務め、農業界への貢献により1915年（大正4年）に藍綬褒章、翌年に紫白綬有功章を受賞。1918年（大正7年）には組織を株式会社にし、敷地面積5万坪、職工1000名を抱える大企業に成長させ、海外にも輸出して肥料王と呼ばれた。同年、『外米管理ニ依ル米価調節ニ関シ農商務大ニ与フルノ書』を上梓。1920年（大正9年）には私立別府中学校を設立（その後兵庫県立農業高等学校の移転先として寄付）。1921年（大正11年）に自社製品輸送用に別府軽便鉄道（現・別府鉄道）を敷設し、播陽銀行の取締役としてその経営にもあたった。1939年（昭和14年）、朝鮮癩予防協会への寄付により紺綬褒章を受勲。1939年（昭和14年）9月29日に貴族院議員となり、交友倶楽部に所属した。1942年（昭和17年）に84歳で死去した。日本肥料理事、勲三等。1933年（昭和8年）に迎賓用に建てた西洋館は国の登録有形文化財、および景観形成重要建造物「多木浜洋館（同比閣）」として保存されている。

## その他
かつて1974年から長年にわたり、JR西日本の明石駅前に、同社の社章の二本の鍬マークと社名、そして同社の本社所在地の”加古川市ベフ”との表記の入った小型のネオンサインを設置していた。このネオンサインは、2013年の明石駅前の再開発事業に伴う建物取り壊しに伴い、撤去されている。

## 拠点
- 本社・加古川営業所 - 兵庫県加古川市別府町緑町2 （景観形成重要建造物）
- 本社工場 - 兵庫県加古郡播磨町宮西346
- 千葉工場 - 千葉県市原市下野567
- 福岡営業所・九州工場 - 福岡県北九州市若松区安瀬64-70
- 研究所 - 兵庫県加古川市別府町西脇64-1
- 東京支店 - 東京都中央区銀座7丁目14-4
- 仙台営業所 - 仙台市青葉区一番町1丁目4-1
- 名古屋営業所 - 名古屋市名東区社台3丁目90
- 大阪営業所 - 大阪市西区江戸堀1丁目2-11

## 関係会社
- しき島商事株式会社（兵庫県加古川市別府町緑町2）- 石油の販売など
- 多木建材株式会社（兵庫県加古川市別府町緑町2）- 石膏ボードの製造販売
- 多木商事株式会社（兵庫県加古川市別府町西脇3丁目19）- 海上および陸上輸送、倉庫業
- 多木物産株式会社（兵庫県加古川市別府町緑町2）- 肥料の製造および肥料・農業関連資材・各種原料の販売
- 大成肥料株式会社（兵庫県加古川市別府町石町47）- 肥料の製造、販売
- 東西肥料株式会社（兵庫県加古川市別府町港町1-2）- 肥料の製造、販売・農業関連資材の売買
- 別府鉄道株式会社（兵庫県加古川市別府町緑町8）- 不動産賃貸業等